# ماركوس كينيدي (لاعب كرة سلة)
ماركوس كينيدي (3 أغسطس 1991 في الولايات المتحدة - ) (بالإنجليزية: Markus Kennedy) هو لاعب كرة سلة أمريكي في مركز هجوم قوي الجسم. لعب مع Villanova Wildcats ‏.

## وصلات خارجية
- جوهانس كينيدي على موقع كرة السلة الأوروبية.كوم (الإنجليزية)
- جوهانس كينيدي على موقع كلية كرة السلة في سبورتس رفرنس.كوم (الإنجليزية)
- جوهانس كينيدي على موقع ريلجم (الإنجليزية)
- جوهانس كينيدي على موقع بروبوليرز (الإنجليزية)
- جوهانس كينيدي على موقع سبورتس رفرنس (الإنجليزية)
- جوهانس كينيدي على موقع سبورتس رفرنس (الإنجليزية)